# ملپرون
ملپرون با نام‌های تجاری(Bunil (در پرتغال) ،Buronil (در اتریش، بلژیک ، جمهوری چک، دانمارک، فنلاند† ، هلند† ، نروژ† ،سوئد) ،Eunerpan (آلمان))  یک داروی ضد روان پریشی آتیپیک از کلاس شیمیایی بوتیروفنون‌ها است که از نظر ساختاری با آنتی‌سایکوتیک آتیپیک‌های هالوپریدولی شباهت دارد. این دارو اولین بار در دهه ۱۹۶۰ مورد استفاده بالینی قرار گرفت.